# Новохатній Андрій Олександрович
Андрій Олександрович Новохатній (1925, с. Василівка, Дніпропетровська область, Україна — 6 лютого 2025, Трускавець, Львівська область, Україна) — колишній керівник сіверськодонецького НВО «Імпульс» (1959—1987), лавреат державної премії, почесний громадянин м. Сіверськодонецьк.

## Життєпис
Андрій Новохатній народився в 1925 році в селі Василівка Дніпропетровської області.

## Освіта
Закінчив Львівський політехнічний інститут за спеціальністю «контрольно-вимірювальні прилади і автоматизація нафтової промисловості».
У 1974 році Новохатній на основі виконаних робіт підготував та успішно захистив кандидатську дисертацію.

## Участь у Другій світовій війні
Брав участь у Другій світовій війні, за що був нагороджений медалями «За бойові заслуги», «За Перемогу над Німеччиною», «За взяття Берліна».
9 травня 2021 року під урочистого заходу до Дня перемоги над нацизмом у Другій світовій війні в Сіверськодонецьку розповів учасникам заходу про свій бойовий шлях від початку війни до війни, а також про післявоєнне відновлення Луганщини та її промисловості:
|  | Занадто великою ціною дістався нам мир. Люди гинули заради майбутнього, заради майбутнього наших дітей. Весь західний світ знайшов можливість бути учасником колосальної перемоги людства над фашизмом. Війна - це прокляття. Це зло. Це злочин. Ми заради пам'яті наших загиблих мільйонів людей, заради доль понівечених життів почали відновлювати країну. На прикладі Сєвєродонецька були побудовані заводи, дитячі сади, дітки пішли до садків і шкіл. Ось воно щастя! Саме тому бережіть і дорожіть миром. Дорожіть життям наших дітей - нашого майбутнього. Я хотів низько вклонитися тим, хто віддав своє життя за нашу можливість жити, вчитися і розвиватися. Вітаю зі святом - З Днем перемоги! |

## Трудова діяльність
У 1958 році Новохатній перейшов до Лисичанської філії Інституту автоматики Держплану УРСР (нині — НВО «Імпульс» у Сіверськодонецьку), а вже у наступному 1959 році став його директором.
Будучи генеральним директором об'єднання, він керував не тільки господарсько-виробничою сферою, але й кількома науково-дослідними розробками: створенням трирівневої системи технічних засобів для оперативного управління складними виробництвами СОУ-1, обчислювального комплексу М-6000, автоматизованої системи управління, резервування і продажу квитків на авіалініях «Аерофлоту» «Сирена» (1968—1973), автоматизованої системи управління суддівством «Олімпіада-80» (1976—1980), системи наземних і льотних випробувань космічних об'єктів «ТЕМП» (1973—1979) тощо Він брав участь у впровадженні розробок «Імпульсу» в центрі підготовки космонавтів і в центрі управління космічними польотами (1979—1985).
У 1987 році Андрій Олександрович Новохатній залишив пост генерального директора НВО «Імпульс», але продовжував свою активну діяльність головою правління акціонерного товариства «Інтерпульс» в Сіверськодонецьку.
Після повномасштабного вторгнення РФ в Україну у 2022 році перемістився до Трускавця. Він не міг бути бездіяльним, навіть лишившись рідної домівки. Андрій Новохатній писав мемуари про місто, в якому пропрацював і прожив все життя.

## Літературна діяльність
Автор книги «События военных лет в памяти школьника — рядового солдата»